# كيث كالدويل
كيث كالدويل (بالإنجليزية: Keith Caldwell)‏ هو عسكري نيوزيلندي، ولد في 16 أكتوبر 1895 في ويلينغتون في نيوزيلندا، وتوفي في 28 نوفمبر 1980 في أوكلاند في نيوزيلندا.